# 吴之承
吳之承（？—？），山東武定府海豐縣人（今山東省無棣縣），清朝政治人物，舉人出身。
吳之承曾於乾隆五十六年（1791年）接替姚學甲任嘉定縣知縣一職，同年由姚學甲再接任。

## 家庭
- 吳紹詩，有二子[1]

- 吳垣

- 吳之承

- 吳壇

- 吳之勷，吳壇兒子，曾任黃州府知府。